# نادي ياغوستيرا
نادي لاجوستيرا هو نادي كرة قدم من مدينة بالاموس بإسبانيا. يلعب في الدرجة الثانية. تأسس في عام 1947.

## وصلات خارجية
- موقع النادي الرسمي